# Cantó d'Arcaishon
El cantó d'Arcachon és un cantó francès del departament de la Gironda, a la regió de la Nova Aquitània. Forma part del districte d'Arcachon, compta amb 1 sol municipi, que és el cap cantonal i també és sotsprefectura del departament, Arcaishon.

## Història
| Data d'elecció                           | Identitat         | Partit                     | Qualitat |
| ---------------------------------------- | ----------------- | -------------------------- | -------- |
| 1945-1967                                | Lucien de Gracia  | RPF                        |          |
| 1967-1973                                | Franck Cazenave   | RI                         |          |
| 1973-1975                                | Robert Fleury     | Divers droite              |          |
| 1975-1985                                | Pierre Lataillade | RPR                        |          |
| 1985-1998                                | Robert Fleury     | UDF                        |          |
| 1998-                                    | Yves Foulon       | Divers droite, després UMP |          |
| les dades anteriors no són pas conegudes |                   |                            |          |
|                                          |                   |                            |          |

## Demografia
| 1962   | 1968   | 1975   | 1982   | 1990   | 1999   | 2006   |
| ------ | ------ | ------ | ------ | ------ | ------ | ------ |
| 14.862 | 14.986 | 13.892 | 13.293 | 11.770 | 11.454 | 12.153 |